# カンペチェ湾

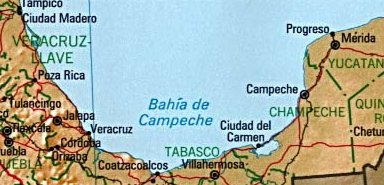
カンペチェ湾

カンペチェ湾(西：Bahía de Campeche)はメキシコ湾の支湾。メキシコ湾の南西部にあり、同湾の最南部ともなっており、またユカタン半島の西方に位置する。
湾の名称は、ユカタン半島の報告者でもあるスペイン人・フランシスコ・エルナンデス・デ・コルドバによって1517年に付けられた。
湾内には、1976年に発見されたカンタレル油田があり、これはメキシコにおける石油産出量の6割を占めている大きなものである。
座標: 北緯20° 西経94° / 北緯20度 西経94度